# José Renato (diretor)

Em 1972.

Renato José Pécora (São Paulo, 1 de fevereiro de 1926 – São Paulo, 2 de maio de 2011), mais conhecido como José Renato, foi um diretor de teatro que teve atuação marcante na cidade do Rio de Janeiro e em São Paulo. Foi o fundador e idealizador do Teatro de Arena de São Paulo, responsável pela montagem de Eles Não Usam Black-Tie, considerado marco do teatro dos anos cinquenta, em uma das correntes do nacionalismo no teatro brasileiro.
De origem italiana, foi aluno da primeira turma da Escola de Arte Dramática (EAD), em São Paulo. Ao terminar o curso, em 1950, propõe o formato de arena para um espetáculo. O professor e crítico Décio de Almeida Prado apresenta ao diretor o texto de Margot Jones, Theater in The Round. José Renato e Décio então escrevem, em colaboração com Geraldo Mateus Torloni, uma justificativa teórica para o projeto, apresentada como tese no 1º Congresso Brasileiro de Teatro, no Rio de Janeiro, em 1951. Surge daí, em 1955, a partir de uma garagem, a pequena casa de teatro da Rua Teodoro Bayma, o "Teatro de Arena" de São Paulo, em frente a igreja da Consolação, hoje Teatro Experimental Eugênio Kusnet.
José Renato escreveu sete peças de teatro e muitos programas de televisão. Dirigiu cerca de 70 espetáculos. Entre eles, Boca de ouro, de Nelson Rodrigues e O pagador de Promessas, de Dias Gomes, além de Eles não usam Black-Tie, de Gianfrancesco Guarnieri. 
José Renato foi ainda professor de Direção Teatral da UNIRIO - Universidade Federal do Rio de Janeiro. Exerceu, entre 1996 a 1999, a presidência da SBAT - Sociedade Brasileira de Autores Teatrais.
Criou e administrou o Teatro dos Arcos de 2003 a 2010, local onde sediou a Casa da Comédia, companhia criada e dirigida por ele neste período.
Depois de décadas ausentes do palco como ator, José Renato integrou em 2010 o elenco da peça Doze Homens e Uma Sentença.
O ator faleceu na madrugada do dia 2 de maio de 2011, aos 85 anos de idade, vítima de um infarto, poucas horas após apresentar-se no Teatro Imprensa, onde estava em cartaz - tendo portanto se dedicado ao teatro, sua grande paixão, até o último dia de sua longa vida.